# Aeonium gomerense
Aeonium gomerense är en fetbladsväxtart som först beskrevs av Praeger, och fick sitt nu gällande namn av Praeger. Aeonium gomerense ingår i släktet Aeonium och familjen fetbladsväxter. Inga underarter finns listade i Catalogue of Life.

## Bildgalleri

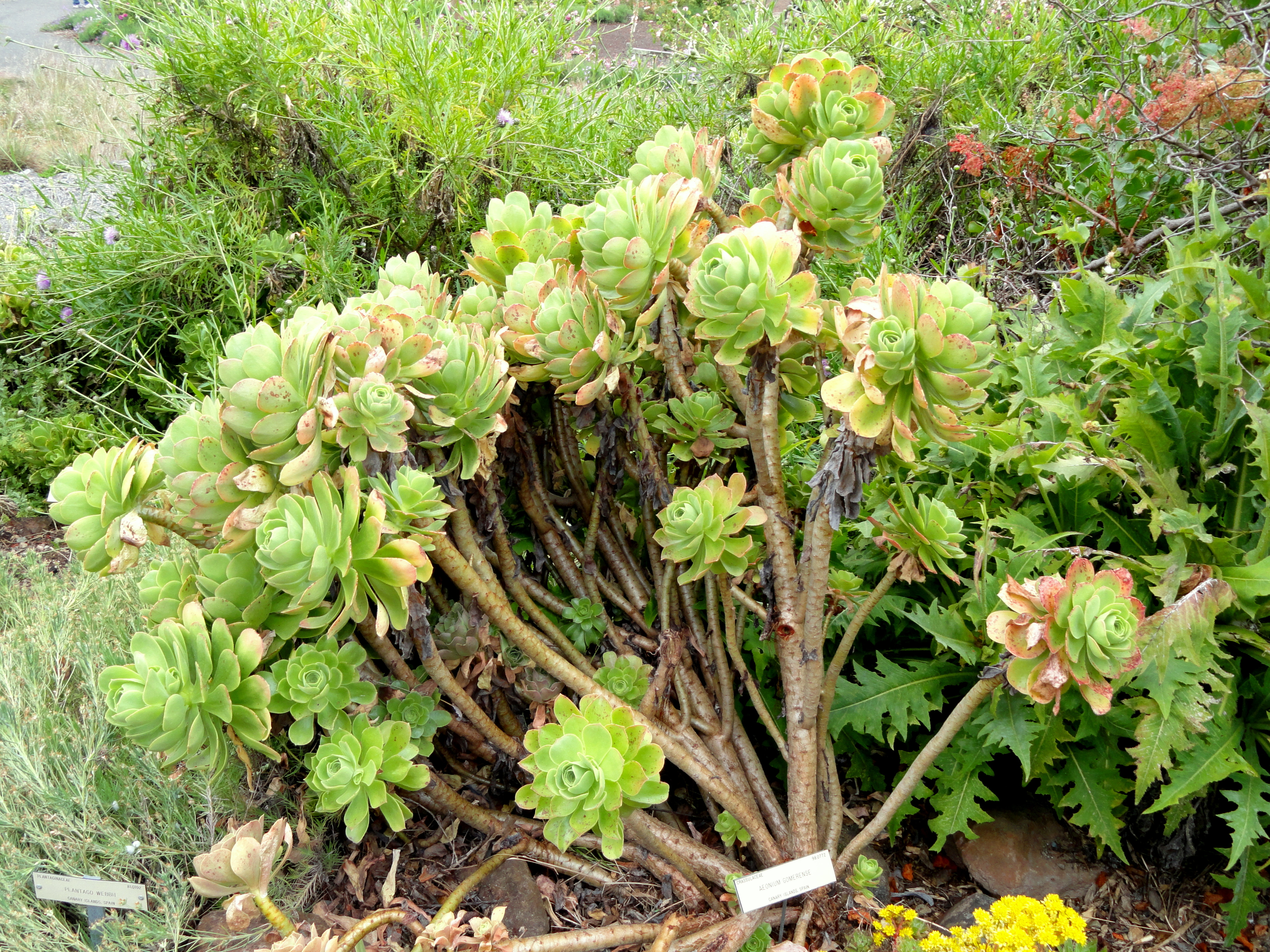
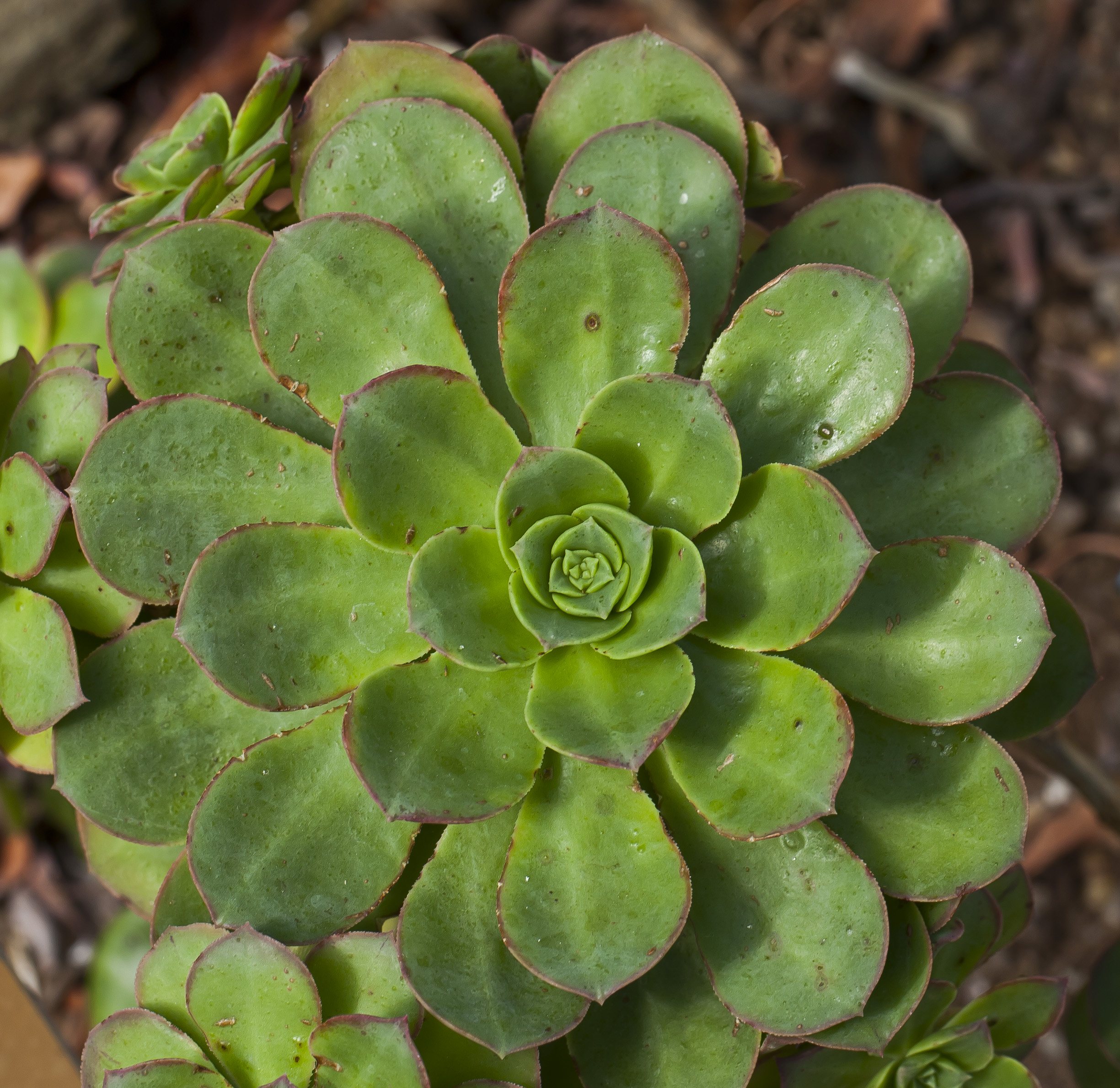
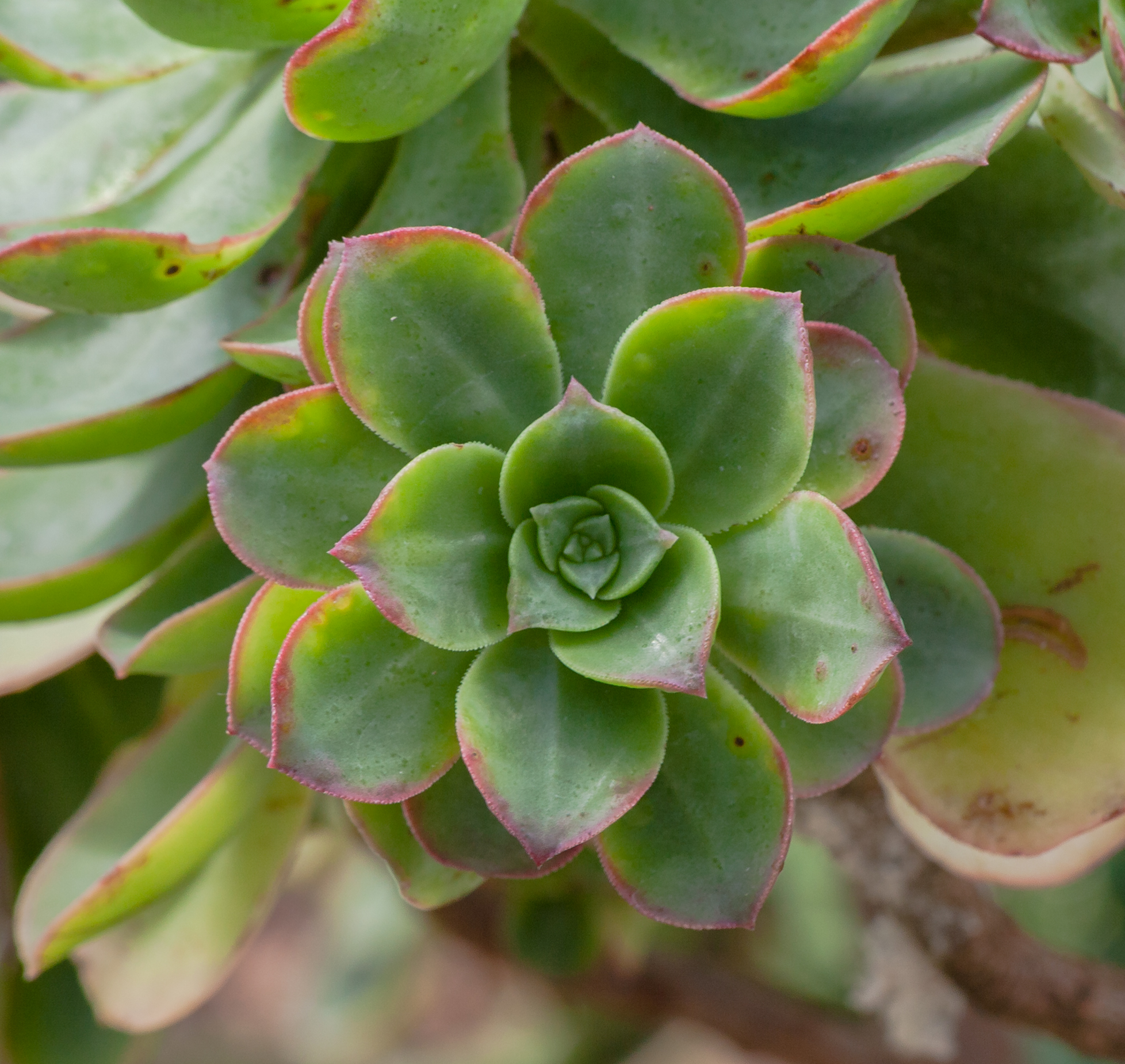
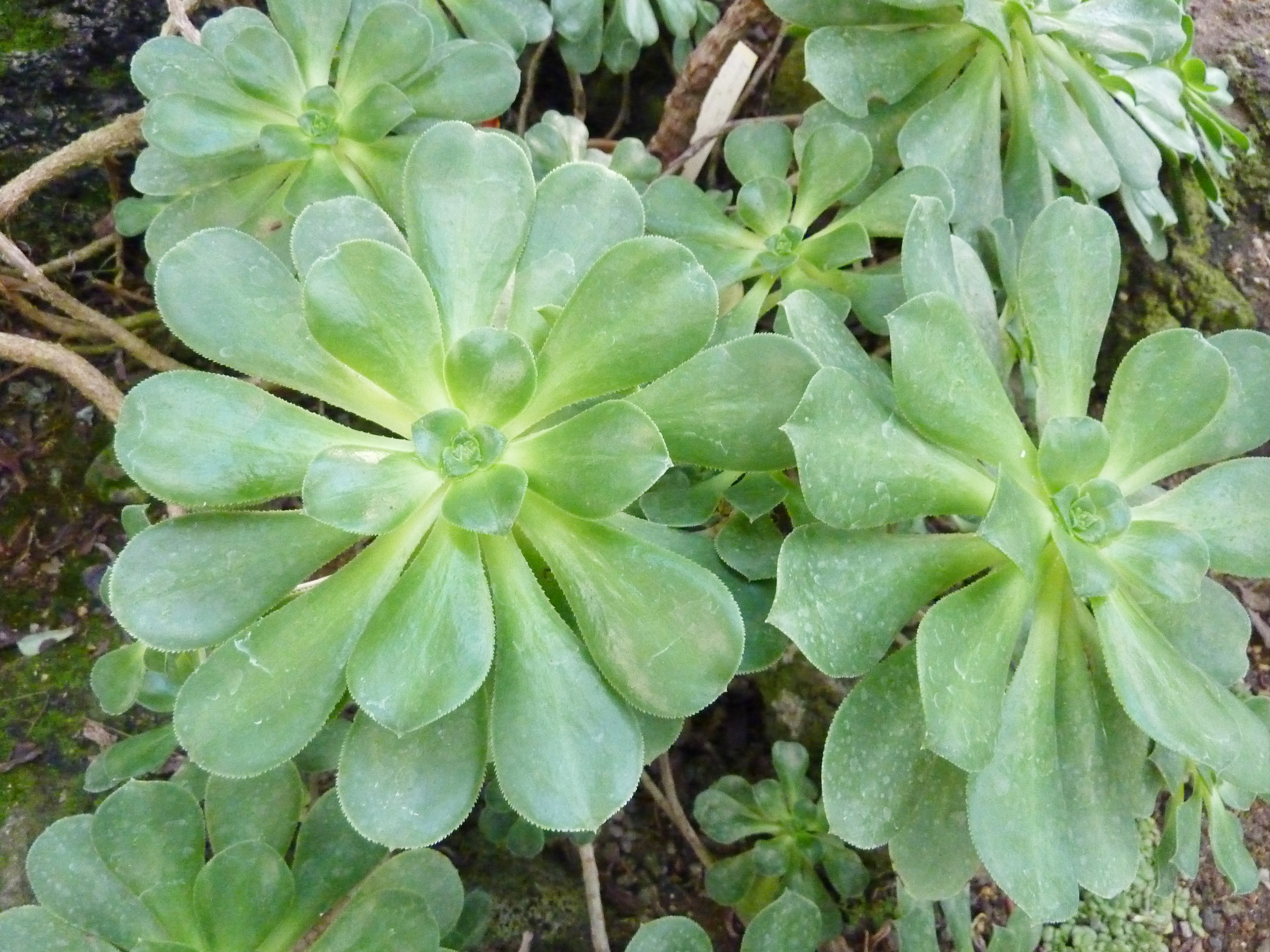